# Carlos Pachamé
Carlos Pachamé (Fortín Olavarría, 1944. február 25. –) argentin válogatott labdarúgó.

## Nemzeti válogatott
Az argentin válogatottban 9 mérkőzést játszott.

## Statisztika
| Argentin válogatott | Argentin válogatott | Argentin válogatott |
| Időszak             | Mérk.               | gól                 |
| ------------------- | ------------------- | ------------------- |
| 1967                | 4                   | 0                   |
| 1968                | 0                   | 0                   |
| 1969                | 5                   | 0                   |
| Összesen            | 9                   | 0                   |